# Boeing KC-137
O Boeing 707-345C-H FAB KC 137 (FAB 2401) foi uma aeronave da FAB (Força Aérea Brasileira), prefixo KC 01, modelo KC-137, fabricado como Boeing 707-345C-H, com número de série 19840, que foi utilizado pela Presidência da República entre 1986 e 2005, sendo adaptado para uma configuração VIP. Outras três aeronaves do mesmo tipo também foram adquiridas da VARIG: PP-VJX modelo 345C-H (FAB 2402); PP-VJH modelo 320C-H (FAB  clã e PP-VLK modelo 324C-H (FAB 2404).

## História

Com esquema de pintura da VARIG, como PP-VJY. Foto sem data, Arquivo Nacional.

Construído em 1968, a aeronave pertenceu inicialmente à Seabord World. Oito anos depois, ele foi adquirido pela Varig e chegou ao Brasil em 7 de abril de 1986, recebendo a matrícula PP-VJY. Ainda em 1986, ele foi adquirido pelo então Presidente José Sarney, juntamente com outro Boeing 707 (prefixo KC 03). Na primeira readaptação como avião presidencial, o KC 01 passou a contar com 90 assentos: metade da capacidade original.
Durante muito tempo, espalhou-se na imprensa brasileira, erroneamente, que o avião fora fabricado em 1958, que na realidade é apenas a data do início dos voo comerciais desse modelo de aeronave, recebendo, talvez daí, a alcunha de Sucatão. Em dezembro de 1999, o KC-03 (que também foi apelidado de sucatão) levava a comitiva do vice-presidente Marco Maciel à China e foi obrigado a realizar um pouso de emergência no aeroporto de Amsterdã (Holanda), depois que um de seus quatro motores pegou fogo e foi desligado para evitar o alastramento do incêndio. A comitiva seguiu viagem num avião comercial e o incidente deu novos motivos à discussão que já havia sobre a substituição dos quatro Boeings que serviam ao Palácio do Planalto, e que resultou na aquisição, no início da administração de Lula, em 2003, de uma nova aeronave, modelo Airbus A319, que foi imediato e jocosamente apelidado de AeroLula.
Na última semana de 2006, dois KC-137 foram disponibilizados para minimizar o caos no transporte de passageiros da TAM, juntamente com outras seis aeronaves da FAB: dois Boeing 737-200 conhecidos como sucatinhas (com capacidade para 40 passageiros cada) e quatro jatos Embraer ERJ 135 C-99 (de 45 lugares cada), conforme nota divulgada pela ANAC na época (http://www2.anac.gov.br/imprensa/Fab.asp).%5B?%5D

## Atualidade
Em 9 de maio de 2012 o governo, através da FAB, Força Aérea Brasileira, decidiu lançar um processo de substituição da aeronave em razão de seus alto custos de manutenção, inclusive pelo excessivo consumo de combustivel, bem como em razão de seus motores produzirem um nível de ruído superior ao que a legislação dos locais de muitos aeroportos permite, niveis esses baseados em padrões mundiais.
O projeto de substituição foi denominado KC-X2 e teve como convidadas ao processo as empresas Boeing, Airbus Military e a Israel Aerospace, tendo essas empresas o prazo de 90 dias a contar do convite, para apresentar as suas propostas.
A aeronave sofreu uma pane, em 26 de maio de 2013, quando retornava do Haiti trazendo os militares da missão da paz no país. O voo foi abortado durante a decolagem, e ninguém saiu ferido.
Depois de 27 anos de atividades, em 10 de outubro de 2013, os quatro KC-137 foram oficialmente aposentados. Cerca de 5 meses depois, dois dos quatro aviões (KC-01 e KC-03) foram desmanchados no pátio militar do aeroporto do Galeão, enquanto que o outro avião restante (KC-02) foi arrematado por uma empresa brasileira que desmontou o avião para exportar as peças. A aeronave foi desmanchada no PAMAGL (Parque de Material Aeronáutico) no dia 13 de fevereiro de 2017.

## Referencias
Notas
1. ↑  Poder Aéreo (9 de maio de 2012). «FAB envia pedido para 2 aviões-tanque». Consultado em 13 de maio de 2012
2. ↑  Pane em turbina de avião da FAB impede retorno de militares do Haiti, G1, 27 de maio de 2013
3. ↑  Força Aérea Brasileira (10 de outubro de 2013). «Aposentadoria do Boeing marca aniversário do Esquadrão Corsário». Consultado em 12 de maio de 2014

Outros Países
- Boeing VC-25, Air Force One, EUA.